# 11월 (2017년 영화)
11월(November)은 폴란드에서 제작된 라이네르 사르네트 감독의 2017년 드라마, 판타지, 멜로/로맨스 영화이다. 안드루스 키비래흐크의 2000년 소설 Rehepapp ehk November(올브 바니 aka 노벰버)에 기반을 둔다. 레아 레스트 등이 주연으로 출연하였다. 제90회 아카데미상 외국어 부문에 에스토니아 자격으로 출품되었으나 후보에 오르지 못했다.

## 출연

### 주연
- 레아 레스트

### 조연
- 카타리나 운트
- 타비 엘마
- 디터 라저

## 제작진
- 원작자:안드루스 키비래흐크